# Орсаго
Орсаго (итал. Orsago) — коммуна в Италии, располагается в провинции Тревизо области Венеция.
Население составляет 3597 человек, плотность населения составляет 360 чел./км². Занимает площадь 10 км². Почтовый индекс — 31010. Телефонный код — 0438.
Покровителем коммуны почитается святой Бенедикт Нурсийский. Праздник ежегодно празднуется 11 июля.